# Деманжа, Эжен
Эжен Деманжа (фр. Eugène Demangeat; 3 марта 1818, Нант, метрополия Франции — 31 декабря 1889, Париж) — французский архитектор.

## Биография
Сын Жана Луи Деманжа (1781—1841), директора литейного завода в Эндре (фр.), и Магделейн Анн Робер. Родственник адвоката Шарля Деманжа (фр.).
Поступил в Национальную школу изящных искусств. Был учеником в мастерских Жана-Жака-Мари Юве, Жана-Николя Юйо и Луи-Ипполита Леба. Был кандидатом на Римскую премию в области архитектуры в 1847 году.

## Основные работы
- Подвалы, контора и разливочная мастерская винокуренного завода Martell в Коньяке, 1850 год[3].
- Фасад здания аукционного дома Goupil & Cie, улица Шапталь, 9, в Париже, 1860 год[4].
- Фасады площади Сен-Пьер (фр.) в Нанте, 1868—1872 гг.
- Замок Крессе[фр.], Бур-Шарант, 1875 год.